# Jaroslava Hoffmannová
Jaroslava Hoffmannová, roz. Kociánová (* 18. března 1942 Kamenice), je česká historička a archivářka.

## Odborné působení
Zaměřuje se především na dějiny vědy a techniky českých zemí 19. a 20. století. Výrazně se zaměřuje na jednotlivé osobnosti, zabývala se též osobními, rodinnými a rodovými archivními fondy a edicemi dokumentů.
Především v letech 1971 až 1983 byla z politických důvodů souvisejících s nástupem normalizace nucena vystřídat řadu zaměstnání.
Postupně působila v následujících institucích:
- Státní archiv Zámrsk (1964–1965)
- Okresní archiv v Jihlavě (1965–1972, ředitelka od roku 1968)
- Archiv Národního muzea (1973–1976)
- Okresní archiv Praha-východ v Nehvizdech (1976–1977)
- Národní technické muzeum v Praze (1977–1983)
- Státní ústřední archiv (1984–1996)
- Archiv Akademie věd České republiky (1996–2003 a 2004–2009)

Je čestnou členkou České archivní společnosti a je nositelkou medaile Za zásluhy o české archivnictví.

## Výběr z publikací
- Písemná pozůstalost Františka Palackého a jeho blízkých (1976)
- Tiskařství (1800-1918), in: Studie o technice v českých zemích, III a IV(1985 a 1986)
- Kancléř Metternich a jeho doba - Kanzler Metternich und seine Zeit - Chancellor Metternich and Hist Time. Edice CS-ROM, a kolektivem (1994)
- Biografický slovník archivářů českých zemí, s Janou Pražákovou a kolektivem (2000)
- Institucionální zázemí humanitních a sociálních věd v českých zemích v letech 1848–1952 (2009)
- Václav Novotný (1869–1932): život a dílo univerzitního profesora českých dějin (2014)
- Prvenství žen: ženy iniciativní, vzdělané a tvořivé (2016)
- Jaroslav Werstadt (1888–1970): o minulosti pro přítomnost (2020)